# 정샤오쉬

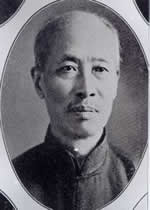
정샤오쉬

정샤오쉬(정효서)(중국어 간체자: 郑孝胥, 정체자: 鄭孝胥, 한어 병음: Zhèng Xiàoxū, 웨이드-자일스: Chêng Hsiao-hsü, 1860년 4월 2일 ~ 1938년 3월 28일)는 만주국의 정치인이자 외교관이자 서예가이다.